# Pheidole zoster
Pheidole zoster (лат.) — вид муравьёв рода Pheidole из подсемейства Myrmicinae (Formicidae). Неотропика: Бразилия, Перу. Мелкие муравьи (длина около 2 мм) желтовато-коричневого цвета (характерные для других членов рода Pheidole большеголовые солдаты у этого вида вдвое крупнее). На проподеуме имеются относительно короткие шипы. Тело покрыто многочисленными длинными щетинками. Усики рабочих и самок 12-члениковые (13 у самцов) с 3-члениковой булавой. Стебелёк между грудкой и брюшком состоит из двух члеников: петиолюса и постпетиолюса (последний четко отделен от брюшка). Мелкие рабочие: ширина головы — 0,70 мм, длина головы равна 0,74 мм, длина скапуса усика — 0,68 мм. Крупные рабочие (солдаты): ширина головы — 1,64 мм, длина головы равна 1,82 мм, длина скапуса усика — 0,82 мм. Сходны по строению с видами Pheidole alpinensis, Pheidole exarata, Pheidole excubitor, Pheidole germaini, Pheidole grandinodus, Pheidole obrima, Pheidole rogeri, Pheidole stulta и Pheidole tristis из группы Pheidole tristis, отличаясь от них широким постпетиолем, поперечными бороздками пронотума, скульптурой тела и окраской. Видовое название Ph. zoster дано по признаку широкого постпетиоля (греч. zoster — пояс).